# Mus setzeri
Mus setzeri és una espècie de mamífer rosegador de la família dels múrids. Viu a altituds d'aproximadament 1.100 msnm al nord-est de Namíbia, el nord-oest de Botswana i l'oest de Zàmbia. El seu hàbitat natural són les sabanes seques. És una espècie en risc mínim, és a dir, no sembla que hi hagi cap amenaça significativa per a la seva supervivència. Aquest tàxon fou anomenat en honor del mastòleg estatunidenc Henry W. Setzer.